# Eiskunstlauf-Weltmeisterschaften 1973
Die 63. Eiskunstlauf-Weltmeisterschaften 1973 fanden vom 26. Februar bis 3. März 1973 im Zimný štadión von Bratislava (Tschechoslowakei) statt.

## Ergebnisse
- P = Pflicht
- PT = Pflichttanz
- K = Kür
- KP = Kurzprogramm
- B = Bewertung

### Herren
| Platz | Sportler              | Land                   | P  | KP | K  | B   |
| ----- | --------------------- | ---------------------- | -- | -- | -- | --- |
| 1     | Ondrej Nepela         | Tschechoslowakei       | 1  | 2  | 2  | 10  |
| 2     | Sergei Tschetweruchin | Sowjetunion            | 2  | 3  | 1  | 17  |
| 3     | Jan Hoffmann          | DDR                    | 3  | 7  | 6  | 35  |
| 4     | John Curry            | Vereinigtes Königreich | 4  | 8  | 7  | 39  |
| 5     | Toller Cranston       | Kanada                 | 6  | 1  | 5  | 46  |
| 6     | Juri Owtschinnikow    | Sowjetunion            | 8  | 5  | 3  | 54  |
| 7     | Gordon McKellen       | Vereinigte Staaten     | 5  | 4  | 8  | 62  |
| 8     | Ronald Shaver         | Kanada                 | 12 | 6  | 4  | 61  |
| 9     | Jacques Mrozek        | Frankreich             | 9  | 10 | 11 | 91  |
| 10    | Zdeněk Pazdírek       | Tschechoslowakei       | 10 | 12 | 9  | 95  |
| 11    | Daniel Höner          | Schweiz                | 7  | 11 | 12 | 97  |
| 12    | Robert Bradshaw       | Vereinigte Staaten     | 13 | 9  | 10 | 103 |
| 13    | László Vajda          | Ungarn                 | 11 | 14 | 13 | 112 |
| 14    | Minoru Sano           | Japan                  | 14 | 13 | 14 | 130 |
| 15    | Erich Reifschneider   | BR Deutschland         | 15 | 15 | 16 | 144 |
| 16    | Igor Lissowski        | Sowjetunion            | 18 | 17 | 17 | 147 |
| 17    | Bernd Wunderlich      | DDR                    | 20 | 18 | 15 | 148 |
| 18    | Miroslav Šoška        | Tschechoslowakei       | 17 | 16 | 18 | 151 |
| 19    | Robert Rubens         | Kanada                 | 19 | 19 | 19 | 168 |
| 20    | Gunther Hilgarth      | Österreich             | 16 | 20 | 21 | 187 |
| 21    | Jacek Tascher         | Polen                  | 23 | 23 | 20 | 191 |
| 22    | Rolando Bragaglia     | Italien                | 22 | 21 | 22 | 193 |
| 23    | Gheorghe Fazekas      | Rumänien               | 21 | 24 | 24 | 205 |
| 24    | Silvo Švajger         | Jugoslawien            | 24 | 22 | 23 | 214 |

- Schiedsrichter: Sonia Bianchetti  Italien
- Assistenzschiedsrichter: Miroslav Hasenöhrl  Tschechoslowakei

Punktrichter:
- Boris Anochin  Sowjetunion
- Dorothy Leamen  Kanada
- Luciana Brasa  Italien
- Walburga Grimm  DDR
- Kazuo Ohashi  Japan
- Dagmar Rehakova  Tschechoslowakei
- Ramona McIntyre  Vereinigte Staaten
- Irina Minculescu  Rumänien
- Geoffrey Yates  Vereinigtes Königreich

Ersatz-Punktrichter:
- Jürg Wilhelm  Schweiz

### Damen
| Platz | Sportlerin          | Land                   | P  | KP | K  | B   |
| ----- | ------------------- | ---------------------- | -- | -- | -- | --- |
| 1     | Karen Magnussen     | Kanada                 | 1  | 1  | 2  | 9   |
| 2     | Janet Lynn          | Vereinigte Staaten     | 2  | 12 | 1  | 18  |
| 3     | Christine Errath    | DDR                    | 5  | 2  | 5  | 31  |
| 4     | Dorothy Hamill      | Vereinigte Staaten     | 8  | 3  | 4  | 35  |
| 5     | Jean Scott          | Vereinigtes Königreich | 4  | 10 | 11 | 47  |
| 6     | Karin Iten          | Schweiz                | 3  | 14 | 14 | 60  |
| 7     | Liana Drahová       | Tschechoslowakei       | 9  | 9  | 6  | 69  |
| 8     | Sonja Morgenstern   | DDR                    | 10 | 5  | 7  | 76  |
| 9     | Juli McKinstry      | Vereinigte Staaten     | 12 | 7  | 9  | 91  |
| 10    | Lynn Nightingale    | Kanada                 | 15 | 4  | 3  | 78  |
| 11    | Maria McLean        | Vereinigtes Königreich | 7  | 11 | 13 | 96  |
| 12    | Cathy Irwin         | Kanada                 | 11 | 13 | 10 | 108 |
| 13    | Gerti Schanderl     | BR Deutschland         | 14 | 6  | 8  | 114 |
| 14    | Anett Pötzsch       | DDR                    | 13 | 8  | 12 | 125 |
| 15    | Dianne de Leeuw     | Niederlande            | 6  | 15 | 16 | 123 |
| 16    | Marina Sanaja       | Sowjetunion            | 23 | 16 | 15 | 149 |
| 17    | Emi Watanabe        | Japan                  | 18 | 23 | 17 | 154 |
| 18    | Marie-Claude Bierre | Frankreich             | 16 | 18 | 22 | 171 |
| 19    | Cinzia Frosio       | Italien                | 19 | 19 | 19 | 175 |
| 20    | Liselotte Öberg     | Schweden               | 21 | 17 | 18 | 177 |
| 21    | Sharon Burley       | Australien             | 20 | 20 | 21 | 178 |
| 22    | Hannele Koskinen    | Finnland               | 27 | 22 | 20 | 204 |
| 23    | Grażyna Dudek       | Polen                  | 26 | 21 | 23 | 201 |
| 24    | Helena Gazvoda      | Jugoslawien            | 25 | 26 | 24 | 220 |
| 25    | Myung Su Chang      | Südkorea               | 17 | 28 | 27 | 227 |
| 26    | Bente Tverran       | Norwegen               | 24 | 27 | 26 | 235 |
| 27    | Ágnes Erős          | Ungarn                 | 28 | 24 | 25 | 231 |

- Schiedsrichter: Major Josef Dědič  Tschechoslowakei
- Assistenzschiedsrichter: Oskar Madl  Österreich

Punktrichter:
- Helga von Wiecki  DDR
- Mary Louise Wright  Vereinigte Staaten
- Ludwig Gassner  Österreich
- Vera Lynfield  Vereinigtes Königreich
- Elsbeth Bon  Niederlande
- Inkeri Soininen  Finnland
- Jakob Biedermann  Schweiz
- Joan Maclagan  Kanada
- Márta Léces  Ungarn

Ersatz-Punktrichter:
- Sydney Croll  Australien

### Paare
| Platz | Sportler                             | Land               | KP | K  | B   |
| ----- | ------------------------------------ | ------------------ | -- | -- | --- |
| 1     | Irina Rodnina / Alexander Saizew     | Sowjetunion        | 1  | 1  | 9   |
| 2     | Ljudmila Smirnowa / Alexei Ulanow    | Sowjetunion        | 2  | 2  | 18  |
| 3     | Manuela Groß / Uwe Kagelmann         | DDR                | 3  | 3  | 29  |
| 4     | Almut Lehmann / Herbert Wiesinger    | BR Deutschland     | 6  | 5  | 43  |
| 5     | Romy Kermer / Rolf Oesterreich       | DDR                | 4  | 4  | 46  |
| 6     | Sandra Bezic / Val Bezic             | Kanada             | 7  | 6  | 51  |
| 7     | Irina Tschernjajewa / Wassili Blagow | Sowjetunion        | 5  | 7  | 56  |
| 8     | Melissa Militano / Mark Militano     | Vereinigte Staaten | 8  | 8  | 73  |
| 9     | Marian Murray / Glenn Moore          | Kanada             | 9  | 9  | 80  |
| 10    | Karin Künzle / Christian Künzle      | Schweiz            | 11 | 10 | 92  |
| 11    | Ilona Urbanová / Alex Zach           | Tschechoslowakei   | 10 | 11 | 106 |
| 12    | Corinna Halke / Eberhard Rausch      | BR Deutschland     | 12 | 12 | 108 |
| 13    | Gale Fuhrman / Joel Fuhrman          | Vereinigte Staaten | 15 | 13 | 121 |
| 14    | Florence Cahn / Jean-Roland Racle    | Frankreich         | 13 | 14 | 120 |
| 15    | Ursula Nemec / Michael Nemec         | Österreich         | 16 | 15 | 137 |
| 16    | Teresa Skrzek / Piotr Sczypa         | Polen              | 14 | 16 | 135 |

- Schiedsrichter: Karl Enderlin  Schweiz
- Assistenzschiedsrichter: Donald H. Gilchrist  Kanada

Punktrichter:
- Erich Soukup  Tschechoslowakei
- Walentin Pissejew  Sowjetunion
- Wladyslaw Kolodziej  Polen
- Alice Pinos  Kanada
- Jürg Wilhelm  Schweiz
- Willi Wernz  BR Deutschland
- Walburga Grimm  DDR
- Walter Hüttner  Österreich
- Edith M. Shoemaker  Vereinigte Staaten

Ersatz-Punktrichter:
- Monique Georgelin  Frankreich

### Eistanz
| Platz | Sportler                                 | Land                   | PT | K  | B    |
| ----- | ---------------------------------------- | ---------------------- | -- | -- | ---- |
| 1     | Ljudmila Pachomowa / Alexander Gorschkow | Sowjetunion            | 1  | 1  | 9    |
| 2     | Angelika Buck / Erich Buck               | BR Deutschland         | 2  | 2  | 18   |
| 3     | Hilary Green / Glyn Watts                | Vereinigtes Königreich | 3  | 3  | 29   |
| 4     | Janet Sawbridge / Peter Dalby            | Vereinigtes Königreich | 4  | 6  | 38   |
| 5     | Tatjana Woitjuk / Wjatscheslaw Schigalin | Sowjetunion            | 5  | 4  | 43   |
| 6     | Mary Karen Campbell / Johnny Johns       | Vereinigte Staaten     | 6  | 7  | 60   |
| 7     | Irina Moissejewa / Andrei Minenkow       | Sowjetunion            | 7  | 5  | 63,5 |
| 8     | Diana Skotnická / Martin Skotnický       | Tschechoslowakei       | 8  | 8  | 72,5 |
| 9     | Louise Soper / Barry Soper               | Kanada                 | 9  | 9  | 73   |
| 10    | Anne Millier / Harvey Millier III        | Vereinigte Staaten     | 10 | 11 | 93   |
| 11    | Matilde Ciccia / Lamberto Ceserani       | Italien                | 12 | 10 | 100  |
| 12    | Rodalind Druce / David Baker             | Vereinigtes Königreich | 11 | 13 | 107  |
| 13    | Krisztina Regőczy / András Sallay        | Ungarn                 | 13 | 12 | 115  |
| 14    | Halina Gordon / Wojciech Bankowski       | Polen                  | 14 | 15 | 130  |
| 15    | Barbara Berezowski / David Porter        | Kanada                 | 15 | 14 | 131  |
| 16    | Anne-Claude Wolfers / Roland Mars        | Frankreich             | 16 | 16 | 146  |
| 17    | Christina Henke / Udo Dönsdorf           | BR Deutschland         | 17 | 17 | 151  |
| 18    | Brigitte Scheijbal / Walter Leschetizky  | Österreich             | 18 | 18 | 160  |

- Schiedsrichter: Hermann Schiechtl  BR Deutschland
- Assistenzschiedsrichter: Lawrence Demmy  Vereinigtes Königreich

Punktrichter:
- Edith M. Shoemaker  Vereinigte Staaten
- Elek Riedl  Ungarn
- Lysiane Lauret  Frankreich
- Eugen Romminger  BR Deutschland
- Helena Pachlová  Tschechoslowakei
- Mollie Phillips  Vereinigtes Königreich
- Maria Zuchowicz  Polen
- Irina Absaljamowa  Sowjetunion
- Frances Gunn  Kanada

Ersatz-Punktrichterin:
- Cia Bordogna  Italien

## Medaillenspiegel
| Platz | Land                   | Gold | Silber | Bronze | Gesamt |
| ----- | ---------------------- | ---- | ------ | ------ | ------ |
| 1     | Sowjetunion            | 2    | 2      | –      | 4      |
| 2     | Kanada                 | 1    | –      | –      | 1      |
| 2     | Tschechoslowakei       | 1    | –      | –      | 1      |
| 4     | Vereinigte Staaten     | –    | 1      | –      | 1      |
| 4     | BR Deutschland         | –    | 1      | –      | 1      |
| 6     | DDR                    | –    | –      | 3      | 3      |
| 7     | Vereinigtes Königreich | –    | –      | 1      | 1      |